# Hydroptila touroumaya
Hydroptila touroumaya är en nattsländeart som beskrevs av Schmid 1960. Hydroptila touroumaya ingår i släktet Hydroptila och familjen smånattsländor. Inga underarter finns listade i Catalogue of Life.